# Día D (cómic)
Día D (cuyo nombre original, en francés, es Jour J) es una serie francesa de cómics de historias alternativas, escrito por Jean-Pierre Pécau, Fred Duval y Fred Blanchard.

## Trama
Desde los verdaderos acontecimientos históricos, los escritores imaginan alternativas de la historia, que cambian el resultado.
Además, existen algunas ediciones especiales que ayudan a ampliar de manera directa algunos volúmenes, o recolectan aquellos que parten de un mismo suceso histórico o siguen una misma narrativa.
Cada historia está ilustrada por un artista diferente.

### Trilogías e historias interconectadas
En la mayoría de los casos, los volúmenes son independientes. Pero existen excepciones, en las que varios volúmenes constituyen una misma historia continua. Este es el caso de los volúmenes 3 y 4, sobre revoluciones anarco-comunistas en Francia y Rusia; el de la trilogía de los números 14, 18 y 21, a través de los cuales se narra una Segunda Guerra Mundial en la que Francia lucha contra Gran Bretaña y los Estados Unidos; el de la historia alternativa de Gengis Kan, en los volúmenes 22 y 24; explícitamente en los volúmenes 29, 30 y 31, titulados El príncipe de las tinieblas, y que ofrecen un mundo en el que los atentados del 11 de septiembre no son llevados a cabo por Al Qaeda, cambiando así el curso de la Guerra contra el Terrorismo; el del relato Luna roja, sobre gulags rusos en la luna, en los números 37-39-41; el de los volúmenes 38 y 40, El último mosquetero, donde los españoles conquistan Francia en 1651, entre algunos volúmenes más con otras historias. Se puede apreciar la evolución de esta tendencia de historias continuadas: estas existen desde los primeros volúmenes, pero solo se empiezan a reconocer como interconectadas con la trilogía de El príncipe de las tinieblas, marcando la cantidad de volúmenes que conformarán esa trama.

## Volúmenes
- 01 ¡Los Rusos llegan a la Luna! (01 Les Russes sur la Lune !), 7 de abril de 2010

Historia: Jean-Pierre Pécau, Fred Duval y Fred Blanchard - Ilustraciones: Philippe Buchet - Colores: Walter Pezzali - (ISBN 978-2-7560-1866-9)
¿Y si los rusos hubieran sido los primeros hombres en la Luna tras el fracaso del Apolo 11?
- 02 París, sector soviético (02 Paris, secteur soviétique), 9 de junio de 2010

Historia: Jean-Pierre Pécau, Fred Duval y Fred Blanchard - Ilustraciones: Gaël Séjourné - Colores: Jean Verney - (ISBN 978-2-7560-1868-3)
¿Y si París hubiera conocido el destino de Berlín, el desembarco de Normandía ha fracasado y los tanques rusos liberan la capital francesa?
- 03 Septiembre rojo (03 Septembre rouge), 8 de septiembre de 2010

Historia: Jean-Pierre Pécau, Fred Duval y Fred Blanchard - Ilustraciones y colores: Florent Calvez - (ISBN 978-2-7560-1864-5)
¿Y si los alemanes hubieran ganado la Batalla del Marne en 1914?
- 04 Octubre negro (04 Octobre noir), 17 de noviembre de 2010

Historia: Jean-Pierre Pécau, Fred Duval y Fred Blanchard - Ilustraciones y colores: Florent Calvez - (ISBN 978-2-7560-2011-2)
¿Y si los anarquistas le hubieran ganado a los comunistas en Rusia? (continuación del volumen 3)
- 05 ¿Quien mató al Presidente? (05 Qui a tué le Président ?), 2 de febrero de 2011

Historia: Jean-Pierre Pécau, Fred Duval y Fred Blanchard - Ilustraciones: Colin Wilson - Colores: Jean-Paul Fernandez - (ISBN 978-2-7560-1867-6)
¿Y si Kennedy hubiera perdido la elección presidencial de 1960?
- 06 ¿La imaginación en el poder? (06 L'Imagination au pouvoir ?), 18 de mayo de 2011

Historia: Jean-Pierre Pécau, Fred Duval y Fred Blanchard - Ilustraciones: Mr. Fab - Colores: Jean-Paul Fernandez - (ISBN 978-2-7560-2478-3)
¿Y si el mayo del 68 hubiera sido el preludio del establecimiento de la Sexta República?
- 07 ¡Viva el emperador! (07 Vive l'empereur !), 19 de octubre de 2011

Historia: Jean-Pierre Pécau, Fred Duval y Fred Blanchard - Ilustraciones: Stéphane Girard (Gess) - Colores: Jean-Paul Fernandez - (ISBN 978-2-7560-2479-0)
¿Y si el imperio de Napoleón hubiera sobrevivido?
- 08 París arde aún (08 Paris brûle encore), 23 de mayo de 2012

Historia: Jean-Pierre Pécau, Fred Duval y Fred Blanchard - Ilustraciones: Damien Jacob - Colores: Jean-Paul Fernandez - (ISBN 978-2-7560-2480-6)
¿Y si el mayo del 68 hubiera desencadenado, guerra civil y nuclear?
- 09 Apocalipsis sobre Texas (09 Apocalypse sur le Texas), 6 de junio de 2012

Historia: Jean-Pierre Pécau, Fred Duval y Fred Blanchard - Ilustraciones: Drazen Kovacevic - Colores: Jean-Paul Fernandez - (ISBN 978-2-7560-2712-8)
¿Y si la crisis de los misiles de Cuba hubiera llevado a un conflicto atómico mayor?
- 10 La Banda de los Kennedy (10 Le Gang Kennedy), 19 de septiembre de 2012

Historia: Jean-Pierre Pécau, Fred Duval y Fred Blanchard - Ilustraciones: Colin Wilson - Colores: Jean-Paul Fernandez - (ISBN 978-2-7560-2480-6)
¿Y si la mayor parte de América del Norte siguiera siendo francesa?
- 11 La Noche de las Tullerías (11 La Nuit des Tuileries), 28 de noviembre de 2012

Historia: Jean-Pierre Pécau, Fred Duval y Fred Blanchard - Ilustraciones: Florent Calvez - Colores: Jean-Paul Fernandez - (ISBN 978-2-7560-2480-6)
¿Y si Luís XVI hubiera logrado huir de Francia?
- 12 El León de Egipto (12 Le Lion d'Égypte), 6 de marzo de 2013

Historia: Jean-Pierre Pécau, Fred Duval y Fred Blanchard - Ilustraciones: Igor Kordey - Colores: Jean-Paul Fernandez - (ISBN 978-2-7560-2480-6)
¿Y si Leonardo da Vinci se hubiera puesto al servicio de los mamelucos?
- 13 Colón Pachá (13 Colomb Pacha), 5 de junio de 2013

Historia: Jean-Pierre Pécau, Fred Duval y Fred Blanchard - Ilustraciones: Emem - Colores: Florent Calvez - (ISBN 978-2-7560-2480-6)
¿Y si Cristóbal Colón hubiera descubierto las Américas en beneficio del mundo árabe?
- 14 Omega (14 Oméga), 18 de septiembre de 2013

Historia: Jean-Pierre Pécau, Fred Duval y Fred Blanchard - Ilustraciones: Milorad Vicanović-Maza - Colores: Jean-Paul Fernandez - (ISBN 978-2-7560-4101-8)
¿Y si la crisis del 6 de febrero de 1934 hubiera visto el derrocamiento de la República y el establecimiento de un régimen fascista en Francia?
- 15 La Secta de Nazareth (15 La Secte de Nazareth), 4 de diciembre de 2013

Historia: Jean-Pierre Pécau, Fred Duval y Fred Blanchard - Ilustraciones: Igor Kordey - Colores: Jean-Paul Fernandez y Len O'Grady - (ISBN 978-2-7560-4212-1)
¿Y si Poncio Pilato hubiera perdonado a Jesús?
- 16 La Estrella blanca (16 L'Étoile blanche), 18 de junio de 2014

Historia: Jean-Pierre Pécau, Fred Duval y Fred Blanchard - Ilustraciones: Damien Jacob - Colores: Ozren Mizdalo - (ISBN 978-2-7560-4803-1)
¿Y si el Titanic hubiera llegado a Nueva York sin problemas?
- 17 Napoléon Washington (17 Napoléon Washington), 17 de septiembre de 2014

Historia: Jean-Pierre Pécau, Fred Duval y Fred Blanchard - Ilustraciones: Mr. Fab - Colores: Mr. Fab y Len O'Grady - (ISBN 978-2-7560-4219-0)
¿Y si Napoleón Bonaparte hubiera sido el hijo adoptivo de George Washington?
- 18 Operación Carlomagno (18 Opération Charlemagne), 19 de noviembre de 2014

Historia: Jean-Pierre Pécau, Fred Duval y Fred Blanchard - Ilustraciones: Milorad Vicanović-Maza - Colores: Jean-Paul Fernandez - (ISBN 978-2-7560-5156-7)
¿Y si la Francia fascistas hubieran bombardeado Londres? (continuación del volumen 14)
- 19 La Venganza de Jaurès (19 La Vengeance de Jaurès), 4 de febrero de 2015

Historia: Jean-Pierre Pécau, Fred Duval y Fred Blanchard - Ilustraciones: Gaël Séjourné - Colores: Jean Verney - (ISBN 978-2-7560-6093-4)
¿Y si la SFIO hubiera matado al asesino de Jean Jaurès?
- 20 Dragón Rojo (20 Dragon Rouge), 20 de mayo de 2015

Historia: Jean-Pierre Pécau, Fred Duval y Fred Blanchard - Ilustraciones: Denys Quistrebert - Colores: Scarlett Smulkowski - (ISBN 978-2-7560-5972-3)
¿Y si un ataque nuclear estadounidense hubiera salvado a Francia en la Batalla de Dien Bien Phu?
- 21 El Crepúsculo de los condenados (21 Le Crépuscule des damnés), 9 de septiembre de 2015

Historia: Jean-Pierre Pécau, Fred Duval y Fred Blanchard - Ilustraciones: Milorad Vicanović-Maza - Colores: Jean-Paul Fernandez - (ISBN 978-2-7560-5259-5)
¿Y si los Aliados finalmente hubieran atacado y derrotado al régimen fascista francés? (continuación del volumen 18)
- 22 El Imperio de las Estepas (22 L'Empire des Steppes), 14 de octubre de 2015

Historia: Jean-Pierre Pécau, Fred Duval y Fred Blanchard - Ilustraciones: R. M. Guéra - Colores: Jean-Paul Fernandez - (ISBN 978-2-7560-3758-5)
¿Y si la Horda de Oro de los mongoles se hubiera dirigido a Roma hasta el punto de derrotar al Occidente cristiano?
- 23 La República de los esclavos (23 La République des esclaves), 10 de febrero de 2016

Historia: Jean-Pierre Pécau, Fred Duval y Fred Blanchard - Ilustraciones: Max von Fafner - Colores: Max von Fafner  - (ISBN 978-2-7560-6355-3)
¿Y si la revuelta de los esclavos dirigida por Espartaco permitiera el establecimiento de una República de libertos en Sicilia?
- 24 Stupor Mundi (24 Stupor Mundi), 13 de abril de 2016

Historia: Jean-Pierre Pécau, Fred Duval y Fred Blanchard - Ilustraciones: Igor Kordey - Colores: Jean-Paul Fernandez - (ISBN 978-2-7560-7170-1)
¿Y si el Gran Khan de la Horda de Oro, el conquistador de los ejércitos cristianos en Occidente, hubiese llegado a un acuerdo con Federico II, emperador del Sacro Imperio Romano? (continuación del volumen 22)
- 25 Notre-Dame de Londres (25 Notre-Dame de Londres), 24 de agosto de 2016

Historia: Jean-Pierre Pécau, Fred Duval y Fred Blanchard - Ilustraciones: Léo Pilipovic - Colores: Thorn - (ISBN 978-2-7560-4804-8)
¿Y si Londres fuera en 1220 la capital del reino franco-inglés de Luis VIII, periodo durante el cual se organiza una justa para celebrar la construcción de la Catedral de Notre-Dame en Londres?
- 26 La Balada del ahorcado (26 La Ballade des pendus), 16 de noviembre de 2016

Historia: Jean-Pierre Pécau, Fred Duval y Fred Blanchard - Ilustraciones: Lajos Farkas - Colores: Jean-Paul Fernandez - (ISBN 978-2-7560-5356-1)
¿Y si la epidemia de la Muerte Negra hubiera sido tan terrible como para destruir el Occidente cristiano en beneficio del Imperio de Malí?
- 27 Las sombras de Constantinopla (27 Les ombres de Constantinople), 8 de marzo de 2017

Historia: Jean-Pierre Pécau, Fred Duval y Fred Blanchard - Ilustraciones: Yana - Colores: Yana - (ISBN 978-2-7560-8050-5)
¿Y si Vlad III, apodado el Empalador, defendiera el Imperio Bizantino durante el asalto turco contra la ciudad de Constantinopla?
- 28 El águila y la cobra (28 L'aigle et le cobra), 3 de mayo de 2017

Historia: Jean-Pierre Pécau, Fred Duval y Fred Blanchard - Ilustraciones: Max von Fafner - Colores: Max von Fafner - (ISBN 978-2-7560-7837-3)
¿Y si Antonio y Cleopatra hubieran invadido el Imperio Romano?
- 29 El Príncipe de las Tinieblas 1/3 (29 Le Prince des Ténèbres 1/3), 8 de agosto de 2017

Historia: Jean-Pierre Pécau, Fred Duval y Fred Blanchard - Ilustraciones: Igor Kordey - Colores: Jérôme Maffre - (ISBN 978-2-7560-7000-1)
¿Y si los ataques del 11 de septiembre hubieran podido ser evitados?
- 30 El Príncipe de las Tinieblas 2/3 (30 Le Prince des Ténèbres 2/3), 8 de agosto de 2017

Historia: Jean-Pierre Pécau, Fred Duval y Fred Blanchard - Ilustraciones: Igor Kordey - Colores: Jérôme Maffre - (ISBN 978-2-7560-7001-8)
Se centra en los ataques del 11 de septiembre y el intento de evitarlos. (continuación directa del volumen anterior)
- 31 El Príncipe de las Tinieblas 3/3 (31 Le Prince des Ténèbres 3/3), 22 de noviembre de 2017

Historia: Jean-Pierre Pécau, Fred Duval y Fred Blanchard - Ilustraciones: Igor Kordey - Colores: Jérôme Maffre - (ISBN 978-2-7560-6945-6)
¿Como seria nuestro mundo si el 11 de septiembre pudiera haberse evitado, y qué pasaría con el Oriente Medio si la segunda Guerra del Golfo jamas hubiera sucedido después de los atentados de 2001? (continuación directa del volumen anterior)
- 32 Sur la route de Los Alamos (32 Sur la route de Los Alamos), 17 de enero de 2018

Historia: Jean-Pierre Pécau, Fred Duval y Fred Blanchard - Ilustraciones: Denys Quistrebert - Colores: Scarlett Smulkowski - (ISBN 978-2-7560-8171-7)
¿Qué pasaría si Robert Oppenheimer, el padre de la bomba atómica, hubiera escapado de Los Álamos y hubiera conocido a Jack Kerouac? 
- 33 Operación Downfall (33 Opération Downfall), 4 de abril de 2018

Historia: Jean-Pierre Pécau, Fred Duval y Fred Blanchard - Ilustraciones: Denys Quistrebert - Colores: Scarlett Smulkowski - (ISBN 978-2-7560-8172-4)
Al no contar con el arma nuclear, la invasión a Japón por las tropas estadounidenses se vuelve inevitable.
- 34 El Dios verde (34 Le Dieu vert), 16 de agosto de 2018

Historia: Jean-Pierre Pécau, Fred Duval y Fred Blanchard - Ilustraciones: Lajos Farkas - Colores: Thorn - (ISBN 978-2-7560-8511-1)
¿Y si después de los estragos de la Muerte Negra en Europa, el Imperio de Malí se había apoderado de su oportunidad y se había convertido en una gran potencia gracias al oro de Guinea? (continuación del volumen 26)
- 35 Los fantasmas de la Española (35 Les Fantômes d'Hispaniola), 31 de octubre de 2018

Historia: Jean-Pierre Pécau, Fred Duval y Fred Blanchard - Ilustraciones: Dim. D - Colores: Dim. D - (ISBN 978-2-413-01300-6)
¿Y si Toussaint Louverture hubiera continuado luchando para liberar su isla?
- 36 Todo el oro de Constantinopla (36 Tout l'or de Constantinople), 20 de febrero de 2019

Historia: Jean-Pierre Pécau, Fred Duval y Fred Blanchard - Ilustraciones: Igor Kordey - Colores: Yana - (ISBN 978-2-7560-8049-9)
¿Que hubiera sucedido con los turcos luego del avance de Vlad III? (continuación del volumen 27)
- 37 Luna roja 1/3 (37 Lune rouge 1/3), 15 de mayo de 2019

Historia: Jean-Pierre Pécau, Fred Duval y Fred Blanchard - Ilustraciones: Jean-Michel Ponzio - Colores: Jean-Michel Ponzio - (ISBN 978-2-413-00807-1)
¿Que hubiera sucedido en los gulag de la Luna?

### Próximos volúmenes
Actualmente no hay datos sobre próximas ediciones.

### Ediciones especiales
Esta es una lista de ediciones especiales que fueron publicadas para ampliar las historias, en especial de los volúmenes 1, 4, 7, 6 y 8.
- ¡Los Rusos en la Luna! Base Galaktika: ¡Revelaciones! (Les Russes sur la Lune ! Base Galaktika : Les révélations !), 7 de abril de 2010

Historia: Jean-Pierre Pécau, Fred Duval y Fred Blanchard - Ilustraciones: Florent Calvez - Colores: Thorn - (ISBN 978-2-7560-1866-9)
Se centra en los rusos alcanzando la Luna y su posterior colonización. (continuación del volumen 01)
- Edición 25 años - Gran Formato (Édition 25 ans - Grand Format), 19 de octubre de 2011

Historia: Jean-Pierre Pécau, Fred Duval y Fred Blanchard - Ilustraciones: Stéphane Girard (Gess) - Colores: Thorn - (ISBN 978-2-7560-2709-8)
Ampliación del volumen 07, el cual se centra en el Imperio Napoleónico y sobre qué hubiera sucedido si hubiera sobrevivido.
- La revolución rusa - Edición especial (La révolution russe - Édition Spéciale), 13 de septiembre de 2017

Historia: Jean-Pierre Pécau, Fred Duval y Fred Blanchard - Ilustraciones: Igor Kordey - Colores: Jérôme Maffre - (ISBN 978-2-7560-9714-5)
¿Qué pasaría si la revolución rusa hubiera sido una revolución anarquista? Para su centenario, sumérjase en el corazón de la Revolución de octubre de 1917 con una edición especial, que reúne los volúmenes 3 y 4 en un díptico septiembre rojo - octubre negro.
- Mayo del 68 - Edición especial (Mai 68 - Édition Spéciale), 14 de marzo de 2018

Historia: Jean-Pierre Pécau, Fred Duval y Fred Blanchard - Ilustraciones: Damien Jacob y Mr. Fab - Colores: Jean-Paul Fernandez - (ISBN 978-2-413-00268-0)
¿Y si mayo del 68 hubiera dado a luz a una utopía, o a una pesadilla? Dos hipótesis. Dos historias, La imaginación al poder y París arde aún, reunidas en una edición especial sobre este evento que festeja sus 50 años en 2018.

### Volúmenes relacionados
A continuación se enumeran algunas ediciones que no forman parte de la serie Jour J, sino de la serie USA über alles. Esta serie, también de la editorial Neopolis, está conformada por una trilogía ucrónica en la misma línea de las historias alternativas de Jour J.
- EE. UU. sobre todo 01. Proyecto Aurora (USA über alles 01. Projet Aurora), 20 de mayo de 2015

Historia: Jean-Pierre Pécau, Fred Duval y Fred Blanchard - Ilustraciones: Milorad Vicanović-Maza - Colores: Jean Verney - (ISBN 978-2-7560-6356-0)
El piloto Nicolas Charlier escapa de una prisión soviética, e integra un programa de investigación para desarrollar un bombardero estadounidense de alto secreto. ¿Y si Charlier fuera un agente soviético?
- EE. UU. sobre todo 02. Área 51 (USA über alles 02. Base 51), 21 de octubre de 2015

Historia: Jean-Pierre Pécau, Fred Duval y Fred Blanchard - Ilustraciones: Milorad Vicanović-Maza - Colores: Jean Verney - (ISBN 978-2-7560-6357-7)
Una vez listo el bombardero Aurora, el misterio alrededor de Nicolas Charlier, crece más y más. ¿Cuál es el verdadero motivo de un viajes al País Vasco? (continuación del volumen anterior)
- EE. UU. sobre todo 03. La sombra roja (USA über alles 03. L'Ombre rouge), 18 de mayo de 2016

Historia: Jean-Pierre Pécau, Fred Duval y Fred Blanchard - Ilustraciones: Milorad Vicanović-Maza - Colores: Jean Verney - (ISBN 978-2-7560-6358-4

¿Y si Francia hubiera tratado de aliarse con los rusos para contrarrestar a los Estados Unidos y evitar una Tercera Guerra Mundial?